# 卡寧角
卡寧角（英語：Kanin Point），是南極洲的海岬，位於斯特羅姆內斯灣，處於克爾普角西南面4公里，在1928年由英國的研究隊命名，由英國海外領土管轄。